# Дан Лири
Дан Лири (енгл. Dunleary, ир. Dún Laoghaire) је град у Републици Ирској, у источном делу државе. Град је у саставу округа округа Дан Лири-Ратдаун, који чине махом јужна предграђа Даблина, и представља значајно насеље у округу и велико предграђе Даблина.

## Природни услови
Град Дан Лири се налази у источном делу ирског острва и Републике Ирске и припада покрајини Ленстер. Град је удаљен 12 километара југоисточно од средишта Даблина. 
Дан Лири је смештен у приобалном подручју источне Ирске, на западној обали Ирског мора. Надморска висина средишњег дела града је око 25 метара. Подручје насеља је бреговито.
Клима: Клима у Дан Лирију је умерено континентална са изразитим утицајем Атлантика и Голфске струје. Стога град одликује блага и веома променљива клима.

## Историја
Подручје Дан Лирија било је насељено већ у време праисторије. Дато подручје је освојено од стране енглеских Нормана у крајем 12. века.
Развој већег насеља започет је почетком 19. века, када је на датом месту изграђена савремена лука, која је могла примити и веће бродове (што није могла мања лука града Даблина).
Дан Лири је од 1921. године у саставу Републике Ирске. Значајан раст насеља започео је тек последњих деценија, када је Дан Лири постао предграђе Даблина.

## Становништво
Према последњим проценама из 2011. године. Дан Лири је имао око 24 хиљаде становника у граду и око 150 хиљада у широј градској зони. Последњих година број становника у граду стагнира због немогућности ширења, али се повећава у околним насељима.

## Привреда
Дан Лири је од почетка 19. века обележен као лучно насеље, што је остао до дан-данас. Последњих деценија насеље је добило многе трговачке и услужне намене. Градско приобаље се све више развија као туристичко подручје (марина).

## Збирка слика
- Народни парк
- Тзв. Поморска црква
- Градска пешачка улица
- Стара лука